# 戒能通弘
戒能 通弘（かいのう みちひろ、1970年11月10日 - ）は、日本の法学者（法哲学・法社会学）。同志社大学法学部教授。

## 略歴
- 1970年 東京都生まれ
- 1994年 同志社大学法学部法律学科卒業、学士（法学）
- 1996年 同志社大学大学院大学院法学研究科公法学専攻修士課程修了、修士（法学）
- 2000年 ロンドン大学ロンドン・スクール・オブ・エコノミクス修士課程修了、LL.M.
- 2001年 同志社大学大学院大学院法学研究科公法学専攻博士後期課程修了、博士（法学）
- 2004年 同志社大学法学部専任講師
- 2007年 同志社大学法学部准教授
- 2013年 同志社大学法学部教授

## 家族
父は戒能通厚、母は戒能民江、父方の祖父は戒能通孝、という学者一家である。

## 著書
- 『世界の立法者・ベンサム』（日本評論社、2007年）

## 所属学会
- 日本法哲学会 （国内）
- 日本法社会学会 （国内）
- 日本比較法学会 （国内）